# Championnat de Jordanie de football 2006-2007
Navigation
Saison précédente Saison suivante
La saison 2006-2007 du Championnat de Jordanie de football est la cinquante-huitième édition du championnat de première division en Jordanie.
La compétition est disputée sous forme de poule unique où les dix meilleurs clubs du pays s'affrontent deux fois au cours de la saison, à domicile et à l'extérieur. En fin de saison, les deux derniers du classement sont relégués et remplacés par les deux meilleurs clubs de deuxième division.
C'est le club d'Al-Weehdat Club qui remporte la compétition après avoir terminé en tête du classement final, avec huit points d'avance sur Al Faisaly Club et dix sur Al Buqa'a. C'est le neuvième titre de champion de Jordanie de l'histoire du club.

## Les clubs participants
| - Al-Weehdat Club - Al Ramtha SC - Al Hussein Irbid - Shabab Al-Ordon Club - Al Jazira Amman | - Al Yarmouk Amman - Al-Faisaly Club - Al Buqa'a - Al Arabi Irbid - Promu de D2 - Al Ittihad Al Ramtha - Promu de D2 |

## Compétition
Le barème utilisé pour établir le classement est le suivant :
- Victoire : 3 points
- Match nul : 1 point
- Défaite : 0 point

### Classement
| Rang | Équipe                     | Pts | J  | G  | N | P  | Bp | Bc | Diff |
| ---- | -------------------------- | --- | -- | -- | - | -- | -- | -- | ---- |
| 1    | Al-Weehdat Club            | 44  | 18 | 13 | 5 | 0  | 40 | 11 | +29  |
| 2    | Al Faisaly Club            | 36  | 18 | 10 | 6 | 2  | 25 | 14 | +11  |
| 3    | Al Buqa'a                  | 34  | 18 | 10 | 4 | 4  | 25 | 17 | +8   |
| 4    | Shabab Al-Ordon ClubC2 T C | 32  | 18 | 9  | 5 | 4  | 35 | 19 | +16  |
| 5    | Al Hussein Irbid           | 26  | 18 | 7  | 5 | 6  | 26 | 18 | +8   |
| 6    | Al Jazira Amman            | 26  | 18 | 7  | 5 | 6  | 22 | 19 | +3   |
| 7    | Al Arabi IrbidP            | 15  | 18 | 3  | 6 | 9  | 17 | 31 | -14  |
| 8    | Al Ramtha SC               | 15  | 18 | 4  | 3 | 11 | 22 | 38 | -16  |
| 9    | Al Yarmouk Amman           | 14  | 18 | 3  | 5 | 10 | 15 | 28 | -13  |
| 10   | Al Ittihad Al RamthaP      | 4   | 18 | 0  | 4 | 14 | 10 | 42 | -32  |

|  | Qualification pour la Coupe de l'AFC 2008                                                                                         |
|  | Relégation directe en deuxième division                                                                                           |
|  | C2 : Vainqueur de la Coupe de l'AFC 2007 T : Tenant du titre C : Vainqueur de la Coupe de Jordanie P : Promu de deuxième division |

## Bilan de la saison
| Championnat de Jordanie de football 2006-2007 |                               |
| Champion                                      | Al-Weehdat Club (9e titre)    |
| Coupes et trophées                            |                               |
| Vainqueur de la Coupe de Jordanie 2006-2007   | Shabab Al-Ordon Club          |
| Qualifications continentales                  |                               |
| Coupe de l'AFC 2008                           | Shabab Al-Ordon Club (tenant) |
| Coupe de l'AFC 2008                           | Al-Weehdat Club               |
| Promotions et relégations                     |                               |
| Promus en première division                   | Al-Ahli Amman                 |
| Promus en première division                   | Shabab Al Hussein             |
| Relégués en deuxième division                 | Al Yarmouk Amman              |
| Relégués en deuxième division                 | Al Ittihad Al Ramtha          |